# James McCrae (labdarúgó)
James Clark Fulton McCrae (gyakran McRae, McRea, McCray vagy McCabe; Bridge of Weir, 1894. szeptember 2. – Paisley, 1974. szeptember 3.) skót labdarúgó-középpályás, majd edző.

## Pályafutása

### Edzőként
Ő irányította Egyiptom válogatottját az 1934-es FIFA-világbajnokságon, valamint a törökországi İstanbulspor és az izlandi Fram vezetőedzője volt.

## Sikerei, díjai
Fran
- Izlandi bajnokság (2): 1946, 1947[1]